# 奧克維爾鎮區 (北達科他州大福克斯縣)
奧克維爾鎮區（英語：Oakville Township）是位於美國北達科他州大福克斯縣的一個鎮區。

## 地方資料
奧克維爾鎮區的面積為90.92平方千米，當中陸地面積為90.80平方千米，而水域面積為0.12平方千米。根據2020年美國人口普查的數據，當地共有人口177人，而人口密度為每平方千米1.95人。